# Frihedsrådets møde - Mindehøjtidelighed for bombningen af den franske skole
Frihedsrådets møde - Mindehøjtidelighed for bombningen af den franske skole er en dansk dokumentarisk optagelse fra 1945.

## Handling
Optagelser af Frihedskæmpernes parade gennem København efter Befrielsen.

Frihedsrådet afholder stort åbent møde i Fælledparken d. 20. maj 1945. Blandt deltagerne ses Christmas Møller, Frode Jakobsen, Alfred Jensen, Aksel Larsen og Mogens Fog.

Ruinerne fra de allieredes bombning af den franske skole ved Maglekildevej. Kransenedlæggelse.